# Греково-Петровский (Миллеровский район)
Греково-Петровский — хутор в Миллеровском районе Ростовской области. Входит в состав Верхнеталовского сельского поселения.

## География

### Улицы
- ул. Глубокая,
- ул. Южная.

## Население
| 2010 |
| ---- |
| 52   |